# Aux frontières du réel (Les Simpson)
Pour les articles homonymes, voir Aux frontières du réel.
Aux frontières du réel (France) ou Aux frontières du réel, Homer continue (Québec) (The Springfield Files) est le 10e épisode de la saison 8 de la série télévisée d'animation Les Simpson.

## Synopsis
Leonard Nimoy qui est l'ancien acteur de "Star Trek" conte la narration de l'épisode.
Un soir de vendredi, Homer Simpson, après avoir beaucoup bu, se fait dissuader par Moe de rentrer chez lui en voiture et y va à pied. Il arrive dans la forêt de Springfield où il tombe nez à nez avec un homme fluorescent vert. Apeuré, il prend la fuite et rentre chez lui en courant. 
Plus tard, il déclare à tout le monde, incrédule, qu'il a vu un extraterrestre. C'est alors que viennent les agents du FBI, Fox Mulder et Dana Scully. Ils l'interrogent sur ce qu'il a vu et l'emmènent faire des tests, s'avérant non concluants. 
La nuit même, ils se rendent ensemble dans la forêt, mais ne voient qu'Abraham Simpson déboussolé. Quasi personne ne le croit, sauf Bart. Homer, décide alors de l'emmener avec lui le vendredi suivant avec une caméra. Ils trouvent l'homme vert et le filment. Le lendemain, le film est montré à la télé, et toute la ville se rend le vendredi suivant dans la forêt (même Leonard Nimoy, alors que son jeune assistant prend sa place sur la narration). Ils aperçoivent l'homme vert et manquent de le tuer, mais arrivent Smithers et Lisa qui expliquent que cet extra-terrestre n'est d'autre que Charles Montgomery Burns et que chaque vendredi, il subit des traitements médicaux qui « visent à retarder sa mort d'une semaine » ce qui le perturbe et le fait sortir de l’hôpital chamboulé et alors il s'agit d'un malentendu. Il est fluorescent à cause des radiations de sa centrale en plus. C'est alors qu'après ce malentendu tout le monde chante "Good Morning Starshine".
Le jeune assistant de Leonard Nimoy conte la fin de l'histoire et l'épisode se clôt.

## Invités
- Leonard Nimoy
- David Duchovny (doublé en Français par son comédien officiel de la série : Georges Caudron)
- Gillian Anderson (doublée en français par sa comédienne officielle de la série : Caroline Beaune)